# Wieża miejska w Třebíču

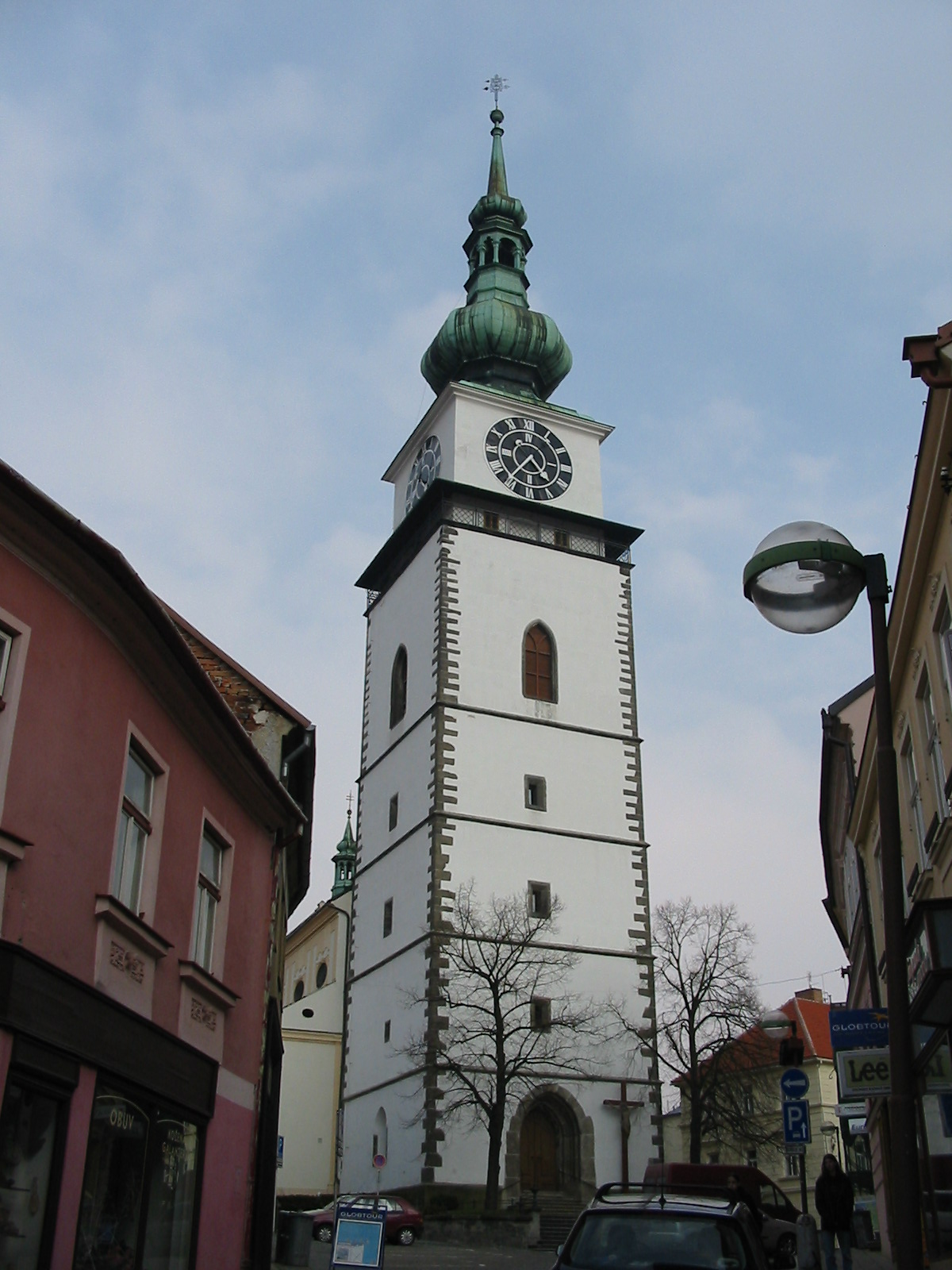
Widok z ulicy M. Hasska

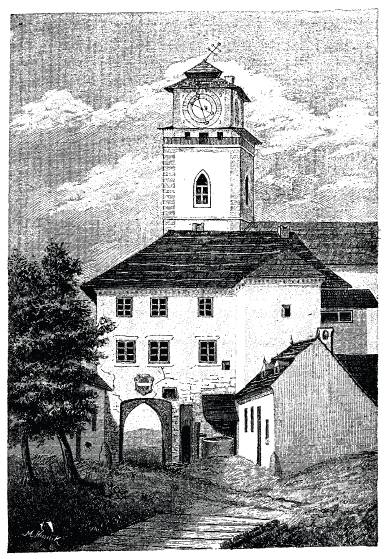
Wieża po pożarze w 1822 roku

Wieża miejska w Třebíčy – wieża kościoła św. Marcina w czeskim mieście Třebíč, znajdująca się w obrębie starego miasta, na pl. św. Marcina. Powstała około 1335 roku, kiedy Třebíč uzyskał prawa miejskie i do 1716 roku była osobną budowlą, wchodzącą w skład systemu obronnego miasta.
Całkowita wysokość wieży (wraz z krzyżem) wynosi 75 metrów. Powstała na planie kwadratu o boku 11,5 m. Na wysokości 35 m znajduje się galeria, udostępniona turystom jako punkt widokowy czynny od maja do września. Krzyż na szczycie liczy 4 m i obraca się zgodnie z kierunkiem wiatru. Umieszczony na wieży zegar należy do największych w Europie. Średnica tarczy wynosi 5,5 m, a wielkość cyfr – 60 cm.

## Historia
Wieżę zbudowano około 1335, kiedy Karol IV nadał Třebíčowi prawa miejskie. Była ona częścią miejskich fortyfikacji. Pierwsze pisemne wzmianki o budowli pochodzą z XV wieku, kiedy podwyższoną ją do wysokości dzisiejszej galerii widokowej. W czasie ataku na miasto wojsk węgierskich Macieja Korwina w 1468 roku górna część wieży uległa zniszczeniu, po czym odbudowano ją w nowym kształcie.
W 1716 wieża stała się częścią kościoła św. Marcina. W następnych latach była kilkukrotnie uszkadzana przez wichury i pożary; na skutek remontów znacznie zmieniła swój wygląd. Największą katastrofą okazał się jednak pożar miasta z 1822 roku, w czasie którego całkowitemu zniszczeniu uległa górna część wieży. Przez następne czterdzieści lat pozostawała w złym stanie, wyposażona w prowizoryczny dach. W 1862 roku wieżę przebudowano według projektu Dominika Herzána, w wyniku czego uzyskała swój obecny kształt (z dachem hełmowym i czterometrowym krzyżem). Wówczas też urządzono na wysokości galerii widokowej mieszkanie, zajmowane do 1956 roku
W XX wieku przeprowadzono siedem remontów: w 1905, 1936, 1956, 1967, 1976, 1985 oraz w latach 1996–1997. Podczas tego ostatniego odrestaurowano fasadę, wymieniono zegar i przebudowano wnętrze.